# Ólafur Ragnar Grímsson
Ólafur Ragnar Grímsson (Ísafjörður, 14 maggio 1943) è un politico islandese, quinto presidente dell'Islanda, in carica dal 1º agosto 1996 al 1º agosto 2016.

## Biografia
Dal 1962 al 1970 ha studiato economia e scienze politiche all'Università di Manchester; nel 1970 è stato la prima persona a conseguire un diploma in scienze politiche. È stato professore di Scienze politiche all'Università d'Islanda nel 1970, poi un professore in Scienze Politiche nella stessa Università nel 1973. È stato il primo professore ad insegnare quella materia in quella università.
Nel 1984, ha preso parte a un dibattito con l'economista Milton Friedman, che era in Islanda a tenere una conferenza sulla "tirannia dello status quo" presso l'Università d'Islanda. 

## Carriera politica
Come parte dell'Alleanza della sinistra popolare, Ólafur è stato membro del Althing per Reykjavík; durante questo periodo è stato presidente del gruppo parlamentare dell'Alleanza Popolare, inoltre dal 1983 al 1985 è stato redattore di un giornale, il Þjóðviljinn. Durante il periodo in cui era capo dell'Alleanza Popolare, è stato ministro delle Finanze e membro dell'Althing.

## Presidente dell'Islanda
Nel 1996 viene eletto come quinto presidente dell'Islanda, con il 41,4% dei voti.

### Rielezione del 2000
Nel 2000 Ólafur annunciò l'intenzione di ripresentarsi per il suo secondo mandato nelle elezioni previste in quell'anno. Vista l'assenza di uno sfidante, è stato automaticamente rieletto.

### Rifiuto di firmare la legge dei media
Grímsson è il primo presidente ad utilizzare l'autorizzazione del 26° articolo della Costituzione islandese, ed a inserire una legge dall'Alþingi in un referendum. Lo ha fatto il 2 giugno 2004, con una legge sui mass media. La sua decisione rimane comunque controversa da parte di altri politici e studiosi giuridici. Alcuni considerano il rifiuto di firmare come "un attacco" all'Alþingi e alla sovranità parlamentare, e gli avvocati discutono se l'articolo 26 è in realtà valido. Nessun referendum nazionale si è mai tenuto su questa legge sui media, ed il governo ha ritirato la legge prima che si fosse tenuta una consultazione popolare su di essa.

### Rielezione del 2004
Nelle elezioni presidenziali del 2004, Ólafur è stato rieletto per un terzo mandato con il 67,5% dei voti espressi, in un'elezione che ha visto un numero record di schede bianche (il 21,2%) ed una bassa affluenza alle urne (il 63%). Entrambi i fatti sono stati interpretati come segno di dissenso contro la decisione del presidente di non firmare la legge sui media. Da allora, la richiesta del rilascio di un emendamento costituzionale per revocare il potere di veto del presidente è stata sollevata dal Partito dell'Indipendenza. Alcuni hanno anche voluto riporre questo potere agli stessi cittadini, che con una raccolta firme, potrebbero far aprire un referendum per l'approvazione di una legge.

### Rielezione del 2008
Il 1º gennaio 2008, Ólafur annunciò l'intenzione di ripresentarsi per il suo quarto mandato nelle elezioni previste in quell'anno. Vista l'assenza di uno sfidante, è stato automaticamente rieletto e il 1º agosto 2008 ha prestato giuramento per un nuovo mandato.

### Crisi finanziaria del 2008
All'indomani della crisi finanziaria islandese, Ólafur ha criticato gli altri paesi per non aver aiutato l'Islanda. 
Ai primi di novembre, il presidente ha partecipato ad un pranzo tradizionale informale con tutti gli ambasciatori in Islanda, tenuto dall'ambasciatore danese. Secondo una nota riservata presso l'ambasciata norvegese, citata dal giornale norvegese Klassekampen, il Presidente ha detto: "Il Nord Atlantico è importante per la Scandinavia, gli Stati Uniti e la Gran Bretagna, questo è un fatto che gli altri paesi sembrano ignorare, piuttosto l'Islanda dovrebbe avere alcuni nuovi amici". Tuttavia, ha elogiato la Norvegia e le Isole Faroe per le loro decisioni rapide nel concedere maggiori prestiti all'Islanda. Inoltre ha anche affermato che l'Islanda dovrebbe invitare la Russia a utilizzare la base aerea di Keflavik. Secondo la nota, l'offerta è stata respinta da un ambasciatore russo "stupito e sorridente" che ha detto la Russia non ne ha alcun bisogno. Ólafur ha anche criticato il Fondo monetario internazionale per i difetti del sistema e per la sua condotta nei riguardi dell'Islanda, dicendo che era parte della mentalità politica, scegliere di "combattere da solo" piuttosto che essere minacciato e sottomesso, e che l'Islanda supererà la crisi prima degli Stati Uniti e della Gran Bretagna, mostrando iniziativa e attività internazionale in nuovi settori. La nota, tuttavia, sottolinea che il Presidente dell'Islanda non ha alcun potere politico e che nessun funzionario del governo ha presentato punti di vista simili "allo stesso grado".
L'ambasciatore danese in Islanda, Lasse Reimann, ha confermato al quotidiano Politiken che il pranzo aveva avuto luogo, ma ha rifiutato di commentare il discorso del presidente.
Il 5 gennaio 2010 il Presidente dell'Islanda ha chiesto al governo islandese, di pagare i governi di Gran Bretagna e Paesi Bassi per i loro salvataggi dei clienti nelle banche private islandesi (tale piano di salvataggio è stato richiesto dalla legge islandese, anche se il 26 maggio 2010 l'EFTA ha sostenuto che è stato richiesto dai termini di adesione dell'Islanda al SEE). Il veto del presidente è stato accolto dal popolo islandese con il voto nel marzo del 2010 per tale provvedimento.
Il 20 febbraio 2011, il Presidente dell'Islanda crea un nuovo veto, uno sforzo da parte del governo islandese a pagare (per un periodo di anni) del denaro ai governi di Gran Bretagna e Paesi Bassi. In un referendum, che si è tenuto il 9 aprile 2011, gli islandesi hanno respinto per la seconda volta la proposta di pagare 5 miliardi di dollari alla Gran Bretagna e ai Paesi Bassi. Quasi il 60% degli islandesi ha respinto la proposta avanzata dal governo e il governo deve ora trovare un modo per risolvere questo problema.

### Rielezione del 2012
Il 4 marzo 2012, annunciò di volersi presentare per un quinto mandato come Presidente dell'Islanda nelle elezioni presidenziali di quell'anno. L'elezione ha avuto luogo il 30 giugno 2012 e Ólafur venne eletto con il 52.78% dei voti.

## Vita privata
Ha sposato Guðrún Katrín Þorbergsdóttir nel 1974, che gli ha dato due gemelle. Guðrún Katrín era una figura popolare in Islanda, e fu pianta a livello nazionale quando morì di leucemia nel 1998. 
Si sposò in seconde nozze con Dorrit Moussaieff, con la quale si era fidanzato nel maggio 2000. Il matrimonio ha avuto luogo nel giorno del suo 60º compleanno, 14 maggio 2003, con una cerimonia privata tenutasi presso la residenza presidenziale. 
Hanno un cane, Samur, che prende il nome dal cane di Gunnar di Hlíðarendi, uno dei principali personaggi della saga islandese famiglia Njala. 

## Salute
Ólafur è stato ricoverato presso l'ospedale di Reykjavík il 6 ottobre 2008 per una procedura di angioplastica causa un problema al cuore. Lo ha annunciato il 9 ottobre, dicendo che "ha avuto un buon recupero e ha ripreso la maggior parte delle sue attività".

## Onorificenze

### Onorificenze islandesi
Personalmente è stato insignito del titolo di: